# Растеризація
Растеризація (англ. rasterisation або rasterization) — процес перетворення векторного зображення в растрове. За математичним описом зображення формується попіксельне зображення, яке потім відображається на моніторі, друкується на принтері або зберігається у файлі растрового формату.
Під растеризацією іноді розуміють рендеринг зображень 3D-графіки у реальному часі. Слід зауважити, що у порівнянні з техніками рендерингу, наприклад, трасуванням променів, растеризація значно швидша.
Однак растеризація — це просто процес обчислення зображення за геометричним описом сцени, який не вказує способу обчислення кольорів пікселів. Шейдинг засновується на фізичній моделі світла, або може залежати від художнього задуму.
Процес зворотній до растеризації — векторизація.